# 팔꿉관절근
팔꿉관절근(articularis cubiti muscle) 또는 주관절근(肘關節筋)은 팔꿈치의 근육이다. 위팔세갈래근의 일부, 그중에서도 안쪽갈래의 일부 가닥이 팔꿉관절의 관절주머니에 붙어서 형성되는 근육이다. 팔꿈치근의 아래에 위치하므로 "subanconeus muscle"이라고도 한다.
위팔뒤칸의 근육으로 분류된다.

## 같이 보기
- 팔꿉
- 팔오금

## 참고 문헌
이 문서는 현재 퍼블릭 도메인에 속하는 그레이 해부학 제20판(1918) page 445의 내용을 기초로 작성된 글이 포함되어 있습니다.